# Aimé Jacques Marie Constant de Moreton de Chabrillan
Pour les autres membres de la famille, voir Guigues de Moreton de Chabrillan.
Pour les articles homonymes, voir Chabrillan (homonymie).
Aimé Jacques Marie Constant de Moreton de Chabrillan (4 juillet 1780 - Paris † 17 juillet 1847) est un militaire français du XIXe siècle.

## Biographie
Fils aîné de Jacques Henri de Moreton de Chabrillan (1752 † 1793), comte de Chabrillan, lieutenant général, et de Marie Elisabeth Olive Frotier de La Coste-Messelière, héritière du château de Digoine, il est le petit-fils de Jacques Aimard de Moreton de Chabrillan (1729 † 1802), comte de Chabrillan, seigneur de Boisson, de Saint-Jean-le-Centenier, etc., lieutenant général .
Il est issu d'une ancienne famille de la noblesse du Vivarais dont la filiation est suivie depuis le XIVe siècle. Sa seigneurie de Chabrillan a été érigée en marquisat en 1674. La famille Guigues de Moreton de Chabrillan eût neuf fois les honneurs de la cour de 1751 à 1789.
Chambellan de Napoléon Ier depuis un décret du 21 décembre 1809, Moreton de Chabrillan est créé comte de l'Empire par lettres patentes du 19 janvier 1811. Le 13 du même mois il avait été nommé sous-lieutenant de cavalerie, quoiqu'il n'eût jamais servi, et par le même décret officier d'ordonnance de l'Empereur. De 1809 à 1813, il fut presque sans interruption de service auprès de la personne de l'Empereur, soit comme chambellan, soit comme officier d'ordonnance, et fut assez heureux pour être constamment honoré de témoignages de sa haute bienveillance. II fit toute la campagne de Russie en 1812, assista à toutes les batailles et toutes les affaires où Napoléon se trouva, et fut plusieurs fois envoyé par l'Empereur, de Moscou aux avant-postes de l'armée, sur les bords de la Nara.
Fait lieutenant de cavalerie à Moscou le 13 septembre 1812, il fit toute la retraite auprès de la personne de Napoléon, jusqu'au moment du départ de ce dernier de l'armée, époque où il fut laissé pour continuer à servir sous les ordres du roi de Naples, appelé alors au commandement en chef. 
Capitaine depuis Smolensk (novembre 1812), il reçut, le 21 décembre à Kœnigsberg, l'ordre d'aller rendre compte à l'Empereur de ce qui se passait à Varsovie et dans cette partie de la Pologne. Il fut fait chevalier de la Légion d'honneur à la fin de cette campagne : par une marque de faveur particulière, l'Empereur daigna envoyer chez lui le brevet de sa nomination, avec ordre, aussitôt son arrivée, d'en prendre la décoration pour se rendre auprès de lui.
Promu au grade de chef d'escadron en 1813, il fit en cette qualité une partie de cette campagne dans le 24e régiment de chasseurs à cheval. Fait prisonnier à Dresde lors de la reddition de cette place, et envoyé en Hongrie, il y resta jusqu'à l'abdication de l'Empereur.  Il revint alors en France, et quitta le service le 3 mai 1816.  
Le roi Charles X le nomma l'un des gentilshommes honoraires de sa chambre par ordonnance du 31 décembre 1826. 
Ayant hérité du château de Digoine, il y fait, à partir du règne de Charles X, d'importants aménagements : il crée dans le style néogothique une chapelle, où est inhumée son épouse, et une bibliothèque. Il fait aménager des serres et, au début des années 1840, un théâtre, dont les décors sont signés Cicéri.  
Dans l'Indre, il est aussi propriétaire du château de Saint-Chartier et, non loin de là, du château du Magnet. Après lui, Saint-Chartier passe à l'ainée de ses filles, le Magnet à son fils Lionel. 

### États de service
- Sous-lieutenant de cavalerie le 13 janvier 1811 ;
- Lieutenant de cavalerie à Moscou le 13 septembre 1812 ;
- Capitaine à Smolensk en novembre 1812 ;
- Chef d'escadron en 1813.

### Campagnes
- Campagne de Russie (1812) ;
- Retraite de Russie ;
- Campagne d'Allemagne (1813).

### Décorations
- Chevalier de la Légion d'honneur (fin 1812).
- Comte de l'Empire par lettres patentes du 19 janvier 1811.

### Hommage, Honneurs, Mentions…
- Chambellan de Napoléon Ier (décret du 21 décembre 1809) ;
- Gentilhomme honoraire de la chambre du roi Charles X (ordonnance du 31 décembre 1826).

### Mariage et descendance

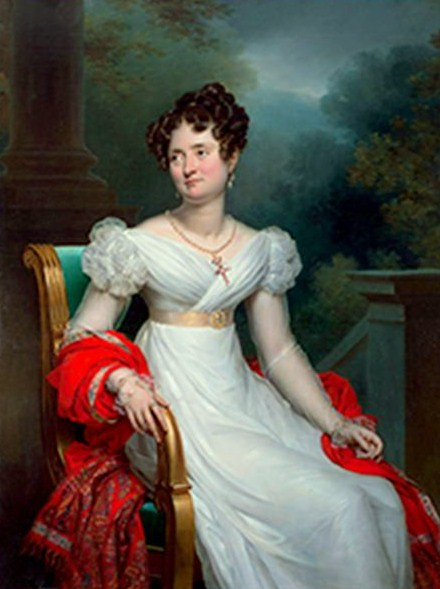
Paulin Guérin, Portrait de Zéphyrine Olympe de Choiseul Gouffier, comtesse de Moreton Chabrillan, 1823

Le 27 juin 1803, Aimé Jacques Marie Constant épouse Alexandrine-Françoise-Eugénie-Zéphirine-Olympe de Choiseul Gouffier (Paris, 19 décembre 1782 † Paris 26 juillet 1828), fille de Marie-Gabriel-Florent-Auguste, comte de Choiseul-Gouffier, ambassadeur du Roi de France à Constantinople, explorateur, membre de l'Académie Française, et d'Adélaïde-Marie-Louise de Gouffier, sa première épouse. Elle lui apporte la terre et le château d'Heilly, près d'Amiens, que ses héritiers vendront en 1846. De ce mariage sont issus :
1. Auguste-Olivier-Edmond de Moreton de Chabrillan (23 juin 1804 † 29 juillet 1830), sans postérité ;
2. Marie-Louise Martiane de Moreton de Chabrillan (Paris, 5 mars 1806 † Paris 29 novembre 1857), mariée à Paris le 6 juillet 1829 avec Charles Antoine Victurnien comte de Colbert Maulévrier (1793 † 1859), dont un fils mort jeune sans postérité [4];
3. Marie Jacqueline Sidonie de Moreton de Chabrillan ( Heilly, 26 janvier 1810 † Château de la Rivière-Bourdet, Quevillon 17 août 1890), mariée à Paris, par contrat du 9 juin 1851 avec Louis François Alphonse de Montholon (6 mars 1808 - Paris † 11 octobre 1865 - Paris VIIe), Capitaine, comte de Montholon, marquis de Sémonville, prince d'Umbriano del Precetto (par bref pontifical du 1er octobre 1847 en faveur de son père [5]), chevalier de la Légion d'honneur. Dont un fils sans postérité.
4. Marie Louis Olivier Théodore de Moreton de Chabrillan (Paris, 6 mai 1811 † Paris, 28 février 1866), comte de Moreton-Chabrillan, sous-lieutenant au service de la Bavière (8 mai 1830, avec l'accord du Roi Charles X, démissionnaire le 10 juin 1833), attaché au ministère des Affaires étrangères (15 juin 1837), auditeur au Conseil d'État (ordonnance royale du 2 décembre 1837), député de la Saône-et-Loire de 1851 à 1863, marié le 19 juillet 1841 avec Eulalie Cécile de Domecq (1822 † 1886), dont un fils sans descendance ;
5. Paul Josselin Lionel de Moreton de Chabrillan (30 novembre 1818 † Melbourne 29 décembre 1858), attaché à la légation de Copenhague (28 avril 1858), agent consulaire de France à Melbourne, marié avec Céleste Vénard (1824 † 1909), sans postérité ;

### Armoiries
| Figure | Blasonnement |
|        | Armes des Guigues de Moreton de Chabrillan D'azur, à une tour sommée de trois tourelles d'argent, maçonnée de sable, à une patte d'ours d'or, mouvant du canton senestre de la pointe et touchant à la porte de la tour. Supportsdeux lions couronnés. Devise« Plustot crever que plier » |
|        | Armes de comte de l'Empire D'azur, à une tour sommée de trois tourelles d'argent, maçonnée de sable, à une patte d'ours d'or, mouvant du canton senestre de la pointe et touchant à la porte de la tour ; au canton des Comtes Officiers de Notre Maison.                                 |

## Pour approfondir

### Sources archivistiques
Les Archives nationales conservent sous les cotes MC/ET/XCI/1917 et 1918, de nombreuses pièces sur la maison de Moreton de Chabrillan ainsi que des pièces extraites de son dossier administratif (ordres de services, certificats, etc.) en tant qu'officier d’ordonnance et chambellan de Napoléon.